# Quasimodo (personnage)
Pour les articles homonymes, voir Quasimodo.
Quasimodo est le personnage principal de Notre-Dame de Paris, roman de Victor Hugo publié en 1831.

## Rôle dans le roman
Seize ans avant le début du roman, à Reims, Pâquette-la-Chantefleurie est mère célibataire d'une jolie petite fille d'un an prénommée Agnès. Le jour du passage dans la ville d'une troupe de Bohémiens, sa fille est enlevée durant son absence. Quelques heures plus tard, elle trouve à sa place un enfant de quatre ans tout contrefait, bossu, borgne et boiteux.
Un mois plus tard, un enfant de quatre ans est abandonné le dimanche de Quasimodo sur le parvis de la cathédrale Notre-Dame de Paris et adopté par le prêtre archidiacre de la cathédrale Claude Frollo, qui le recueille. L'enfant se dévoue à lui entièrement, devient sonneur des cloches de la cathédrale et ajoute la surdité à ses autres infirmités. Il s'aventure peu au-dehors à cause de son apparence physique : la foule n'apprécie pas la vue de ce bossu borgne et boiteux.
Après avoir tenté d'enlever un soir la danseuse gitane Esmeralda sur ordre de Frollo, qui en est amoureux fou, il est condamné à deux heures de pilori en place de Grève et à une amende. L'affaire est jugée par un auditeur sourd, et Quasimodo est sourd lui-même : le procès est une farce, et Quasimodo a été condamné sans avoir été écouté et sans avoir rien compris. Alors qu'il est ainsi exposé, la danseuse a pitié de lui et lui donne à boire. Il tombe amoureux d'elle, lui aussi.

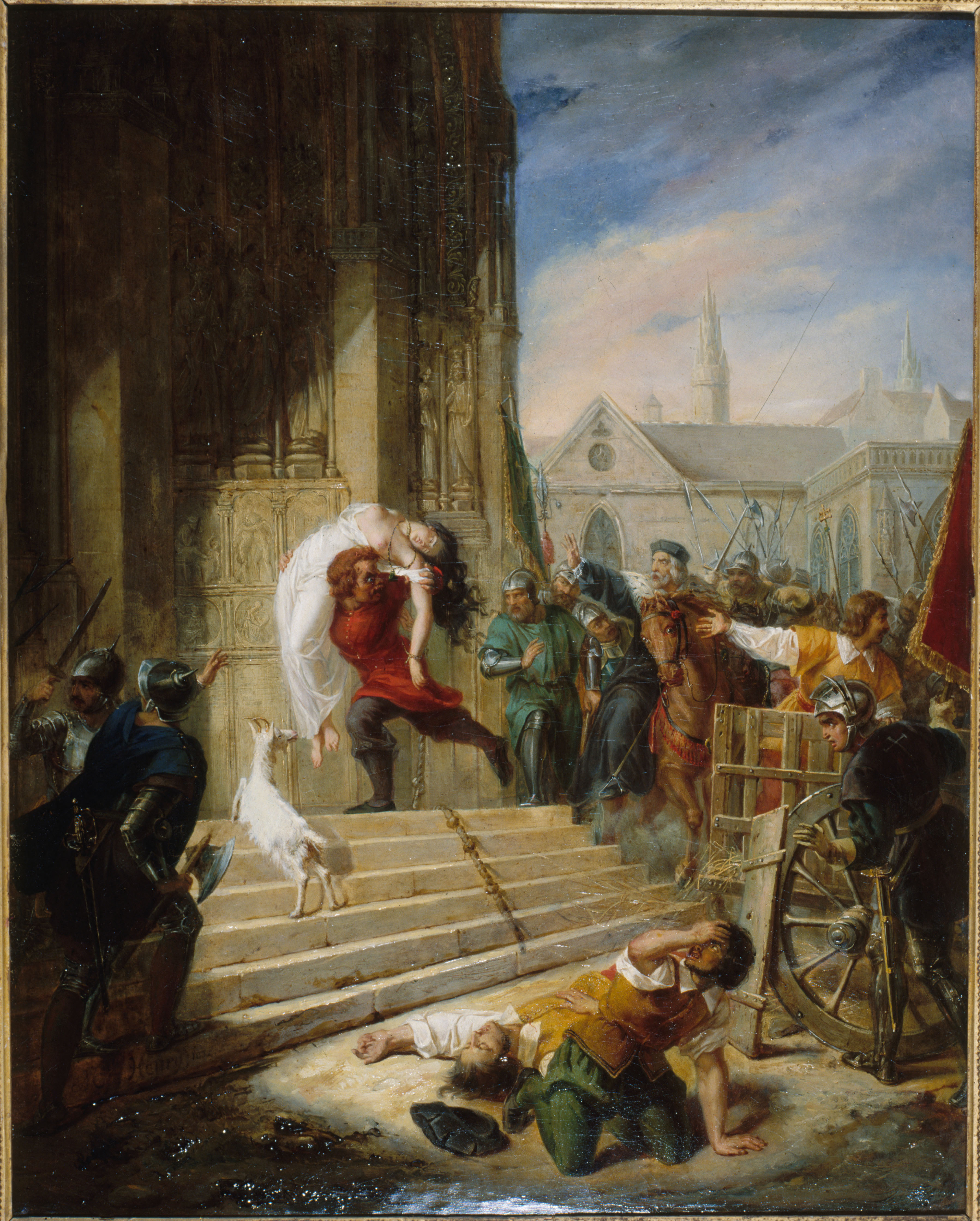
Eugénie Henry, Quasimodo sauvant la Esmeralda des mains de ses bourreaux, 1832 (maison de Victor Hugo)

Plus tard, alors qu'Esmeralda, condamnée à mort, est sur le chemin du gibet, il l'emporte dans ses bras pour la mener jusqu'à Notre-Dame, qui en tant qu'église est un lieu d'asile inviolable hors d'atteinte de la justice. Il veille alors sur elle jalousement, en espérant la séduire.
Les truands de la cour des Miracles, ses compagnons, accourent et tentent de la délivrer par la force. Craignant à tort pour la sécurité de sa protégée, Quasimodo défend la cathédrale contre les envahisseurs. Frollo profite de ce tumulte pour essayer de s'enfuir avec Esmeralda, mais comme elle continue de se refuser à lui, il la confie à la garde de la recluse du Trou-au-rats, Sœur Gudule, qui autrefois s'appelait Pâquette-la-Chantefleurie. Mais au lieu d'assouvir sur la jeune femme sa haine féroce des gitans, la vieille reconnaît en elle Agnès, sa fille adorée, grâce au soulier en pendentif que la petite portait le jour de son enlèvement : les deux femmes en conservent chacune un sur elles précieusement et ils sont identiques. Hélas, Pâquette ne peut jouir longtemps de ces retrouvailles inespérées. Les sergents de ville s'emparent d'Esmeralda et la traînent de nouveau au gibet. En voulant défendre sa fille, la Chantefleurie chute au pied de la potence et meurt sur le coup.
Esmeralda est exécutée. Quasimodo, qui voit la scène du haut des tours, jette Frollo dans le vide avant d'aller mourir auprès du corps d'Esmeralda, là où sont déposées les dépouilles des suppliciés.

## Analyse

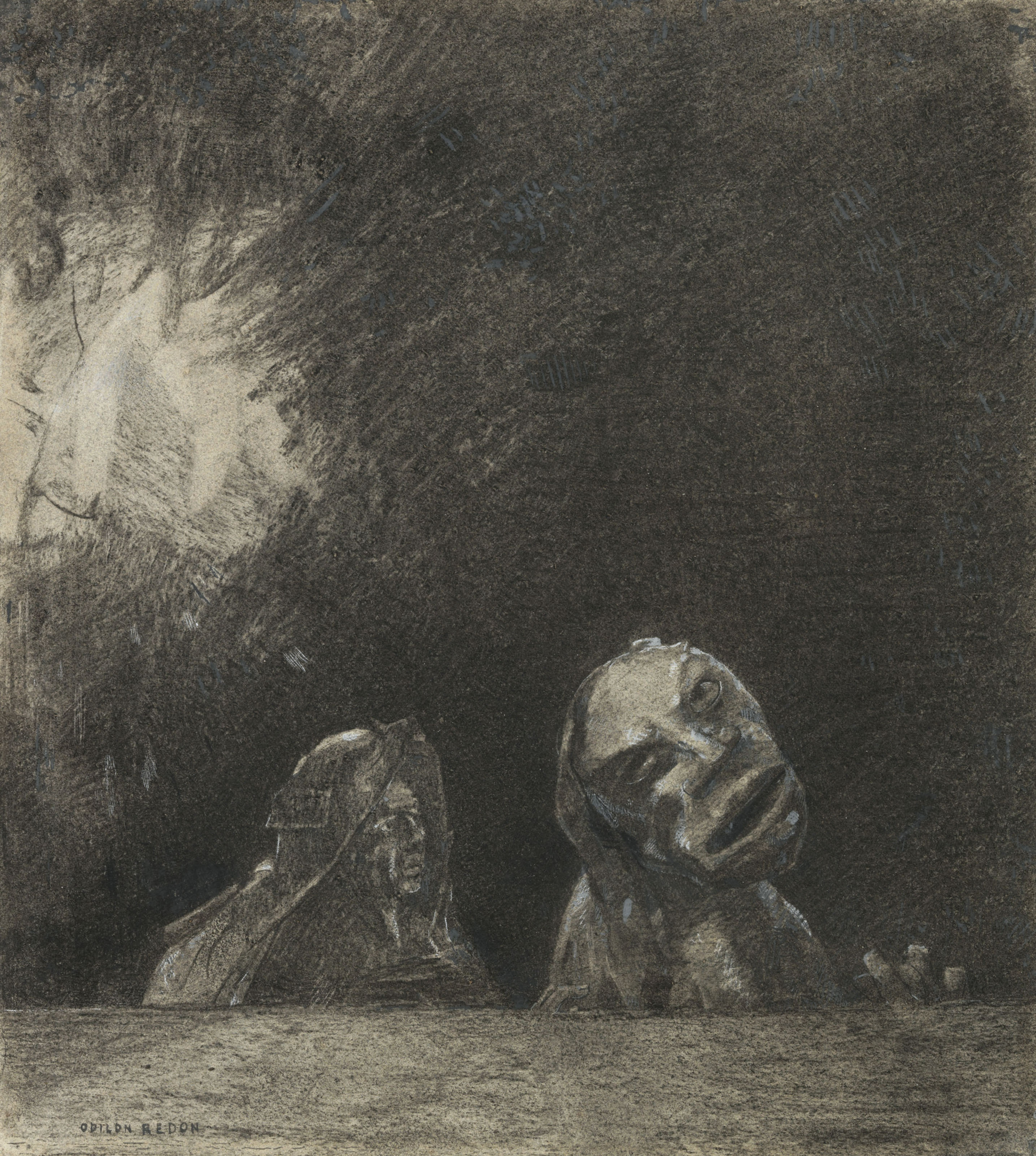
Quasimodo, dessin d'Odilon Redon.

Victor Hugo joue sur ce que le nom du bossu suggère : Quasimodo (en latin quasi modo, premiers mots d'un verset de la première épître de Pierre : "Quasi modo geniti infantes..." « Comme des enfants qui viennent de naître ») n'est en quelque sorte qu'un quasi-homme :

« Il baptisa son enfant adoptif, et le nomma Quasimodo, soit qu'il voulût marquer par là le jour où il l'avait trouvé, soit qu'il voulût caractériser par ce nom à quel point la pauvre petite créature était incomplète et à peine ébauchée. En effet, Quasimodo, borgne, bossu, cagneux, n'était guère qu'un à peu près. »

## Postérité

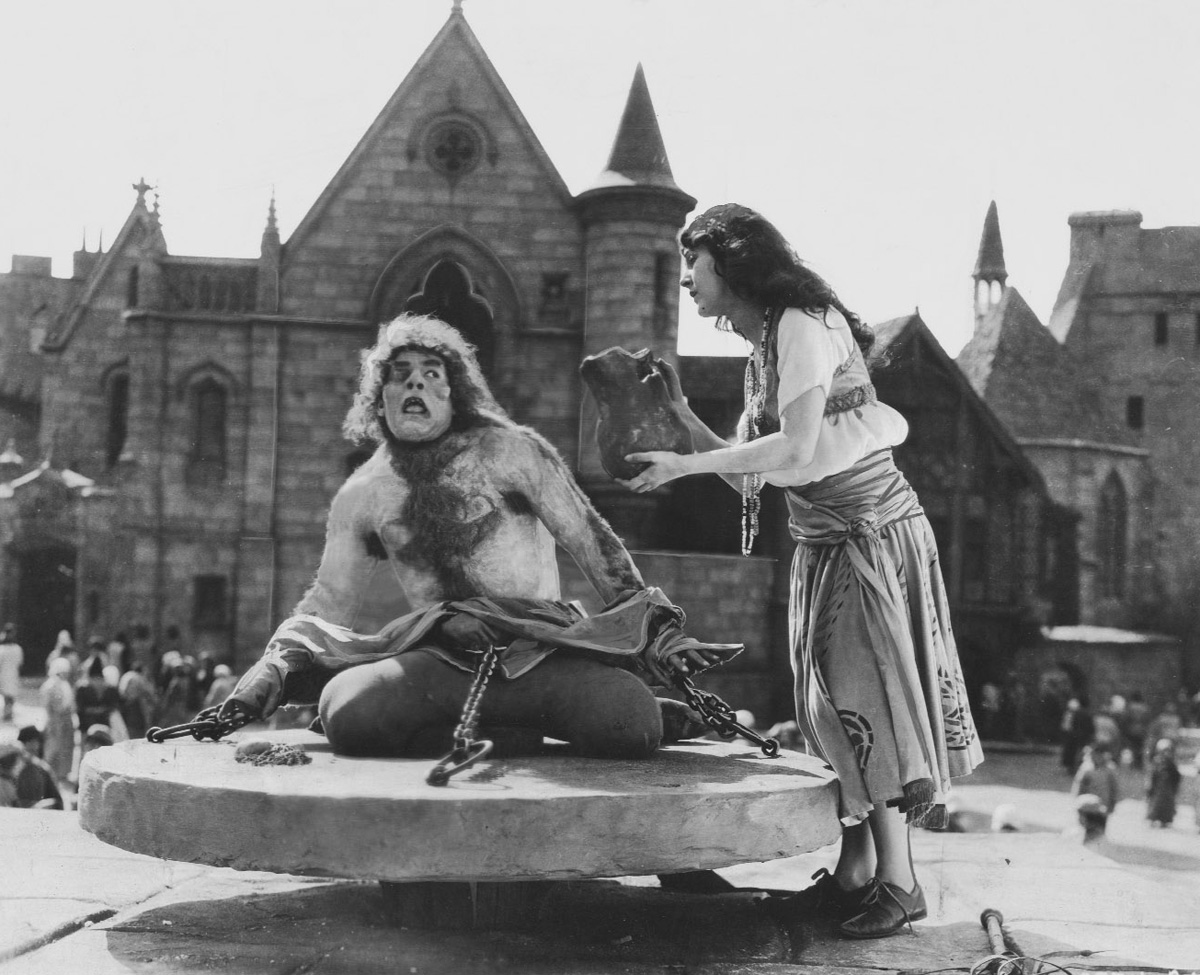
Lon Chaney tenant le rôle de Quasimodo dans Le Bossu de Notre-Dame, film américain sorti en 1923.

Depuis la parution du roman, et surtout avec la mise en image du personnage par le cinéma, Quasimodo est devenu l'archétype du « monstre sympathique », capable de sentiments amoureux en son for intérieur (d'autres personnages suivant cet archétype seraient le monstre de Frankenstein et King Kong)[réf. nécessaire].
Bien qu'il figure, dans le roman de Victor Hugo, parmi d'autres personnages de premier plan, il est le personnage-titre de plusieurs traductions (anglais, allemand, néerlandais) et constitue le protagoniste de plusieurs adaptations de l'œuvre, en particulier dans le film de Disney, Le Bossu de Notre-Dame, ou encore la comédie musicale Notre-Dame de Paris dans laquelle il est interprété par Garou.
Il est incarné à l'écran par Anthony Quinn dans Notre-Dame de Paris réalisé par Jean Delannoy en 1956.
Quasimodo a donné lieu à la réalisation d'une série d'animation comprenant 26 épisodes : Quasimodo (1996) d'après une idée originale de Pierre Métais et diffusé sur France Télévisions.

## Faits réels
En août 2010, Adrian Glew a révélé l'existence d'un sculpteur sur pierre bossu ayant travaillé à Notre Dame dans les années 1820. Victor Hugo pourrait avoir eu connaissance de l'existence de cet artisan surnommé « le bossu », d'autant plus qu'ils ont tous les deux vécu dans la ville de Saint-Germain-des-Prés à la même époque ,.